# 马大星
马大星（205 Martha）是第205顆被人類發現的小行星，位于火星和木星之間的小行星帶。它屬於C型小行星，顔色深黑，較爲原始，並且組成成分富含碳。
马大星以《新約聖經》中的猶太婦女馬大命名。
| 前一小行星： 小行星204 | 小行星列表 | 後一小行星： 小行星206 |